# Like I Used To
Like I Used To is het debuutalbum van de Britse singer-songwriter Lucy Rose.

## Geschiedenis
Het album werd in het ouderlijke huis van Rose opgenomen en kwam op 24 september 2012 uit op Columbia Records. Het album haalde de 13de plaats in de UK Albums Charts in haar eerste week. Het album haalde de Ultratop in België niet, maar de single Bikes was de tip op de 91ste plaats.

## Lijst van liedjes
| 1.                 | Red Face          | 3:33 |
| 2.                 | Middle of the Bed | 3:11 |
| 3.                 | Lines             | 3:38 |
| 4.                 | Shiver            | 3:53 |
| 5.                 | Night Bus         | 3:24 |
| 6.                 | Watch Over        | 3:31 |
| 7.                 | Bikes             | 3:35 |
| 8.                 | Place             | 3:48 |
| 9.                 | Don't You Worry   | 3:50 |
| 10.                | First             | 3:49 |
| 11.                | Be Alright        | 3:57 |
| Totale duur: 40:09 |                   |      |

| 12.                | All I've Got | 3:19 |
| 13.                | Scar         | 4:05 |
| 14.                | Little Brave | 3:09 |
| 15.                | Gamble       | 4:14 |
| Totale duur: 54:56 |              |      |

## Medewerkers
- Coproducer: Lucy Rose
- Ontwerp en lay-out: Christopher J. Porter
- Opnametechnici: Björn Ågren, John Catlin, Scott Knapper
- Mastering: Frank Arkwhite
- Producer, mixer: Charlie Hugall
- Componisten: Lucy Rose, Charles Watson (schreef mee aan het nummer Little Brave)

### Muzikanten
- Lucy Rose
- Alex Eichenberger
- Björn Ågren
- Joe Steer
- Sam Nadel
- Sarah Palmer
- Emily Wood
- Jack Steadman
- Sebastian Goodwin-Day
- Simon Glancy
- Helen Sanders-Hewet
- Michael Reed

### Locatie
- Opname: thuisopname.
- Mastering: Abbey Road Studios